# Barrero (Rincón)
Barrero es un barrio ubicado en el municipio de Rincón en el estado libre asociado de Puerto Rico. En el Censo de 2010 tenía una población de 1084 habitantes y una densidad poblacional de 381,87 personas por km².

## Geografía
Barrero se encuentra ubicado en las coordenadas 18°18′10″N 67°13′42″O / 18.30278, -67.22833. Según la Oficina del Censo de los Estados Unidos, Barrero tiene una superficie total de 2.84 km², de la cual 2.29 km² corresponden a tierra firme y (19.34%) 0.55 km² es agua.

## Demografía
Según el censo de 2010, había 1084 personas residiendo en Barrero. La densidad de población era de 381,87 hab./km². De los 1084 habitantes, Barrero estaba compuesto por el 85.06% blancos, el 5.26% eran afroamericanos, el 1.38% eran amerindios, el 0.09% eran asiáticos, el 5.54% eran de otras razas y el 2.68% pertenecían a dos o más razas. Del total de la población el 97.88% eran hispanos o latinos de cualquier raza.